# Almona de Sanlúcar de Barrameda

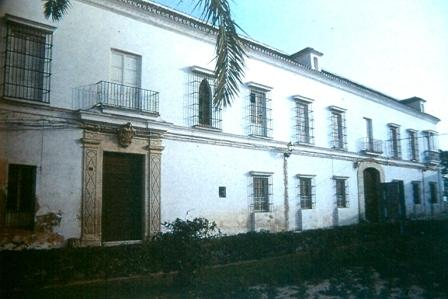
Fachada de la Almona de Sanlúcar de Barrameda (Cádiz, España).

La Almona de Sanlúcar de Barrameda fue una fábrica de jabón o jabonería, situada en dicho municipio español de la provincia de Cádiz, en Andalucía. Desde el siglo XVI hasta el XIX en ella se fabricó jabón de Castilla, elaborado a partir de aceite de oliva, sosa y agua, que era exportado por Europa y América. Aunque la actividad de la almona sanluqueña está documentada desde el siglo XVI, el edificio actual fue construido en los siglos XVII y XVIII. Forma parte del Conjunto histórico-artístico de Sanlúcar de Barrameda declarado como tal en 1973.
El término "almona" es de origen árabe y se utiliza en Andalucía para designar a las jabonerías y a otras instalaciones industriales. La almona de Sanlúcar está situada en los confines del barrio de la Balsa, cerca del antiguo puerto de igual nombre, en una zona llamada "el Mazacote". Este era el nombre que se daba a las cenizas de varias plantas, llamadas genéricamente almarjo o barrilla (como la Sarcocornia perennis), de las que se obtenía la sosa necesaria para la fabricación del jabón.
Fue propiedad de la casa de Medina Sidonia hasta 1757 en que fue traspasada a la casa de Medinaceli. En 1855, los duques de Medinaceli la vendieron a Ramón Sáenz, perdiendo su uso como jabonería y convirtiéndose en bodega. 
Durante la guerra civil española se utilizó como hospital, habilitándose una de sus naves como mezquita para los soldados marroquíes. A pesar de ser la única almona que permanecía intacta en Andalucía y de estar protegida íntegramente por el Plan General de Ordenación Urbana del Ayuntamiento de Sanlúcar, en 2003 una de sus naves fue derribada por la empresa NAVICOAS, dentro del proyecto de la construcción de un hotel que no ha llegado a ejecutarse. Actualmente el Grupo Promociones Inmobiliarias tiene en proyecto la construcción de 71 viviendas en el edificio, sin que las obras hayan comenzado de momento.